# Список глав государств в 383 году
Список глав государств в 382 году — 383 год — Список глав государств в 384 году — Список глав государств по годам

## Америка
- Мутульское царство (Тикаль) — Яш-Нун-Айин I, царь (378 — 414)

## Азия
- Великая Армения:
  - Аршак III, царь (378 — 387)
  - Вагарш III, царь (378 — 386)
- Гассаниды — Джафна II ибн аль-Мундир, царь (361 — 391)
- Дханьявади — Тюрия Вунна, царь[англ.] (375 — 418)
- Иберия — Вараз-Бакур II (Аспакур III), царь (380 — 394)
- Индия:
  - Вакатака — Рудрасена II, император (380 — 385)
  - Гупта — Чандрагупта II, махараджа (380 — 415)
  - Западные Кшатрапы — Рудрасена IV, махакшатрап (382 — 388)
  - Кадамба — Кангаварма, царь (365 — 390)
  - Паллавы (Анандадеша) — Скандаварман II, махараджа (370 — 385)
- Кавказская Албания:
  - Вачаган II, царь (371/379 — 383)
  - Мирхаван, царь (383 — 388)
- Камарупа — Самудраварман, царь (374 — 398)
- Китай (Период Шестнадцати варварских государств):
  - Восточная Цзинь — Сяо У-ди (Сыма Яо), император (372 — 396)
  - Ранняя Цинь — Фу Цзянь II, император (357 — 385)
- Корея (Период Трех государств):
  - Конфедерация Кая — Исипхум, ван (346 — 407)
  - Когурё — Сосурим, тхэван (371 — 384)
  - Пэкче — Кынгусу, король (375 — 384)
  - Силла — Нэмуль, марипкан (356 — 402)
- Лахмиды (Хира) — Имру аль-Кайс II ибн Амр, царь (368 — 390)
- Паган — Тили Кьяунг I, король[англ.] (344 — 387)
- Персия (Сасаниды):
  - Арташир II, шахиншах (379 — 383)
  - Шапур III, шахиншах (383 — 388)
- Раджарата — Упатисса I, король (370 — 412)
- Тарума — Дхармаяварман, царь (372 — 395)
- Тогон — Мужун Шилянь, правитель (371 — 390)
- Тямпа — Бхадраварман I (Фан Ху Та), князь (ок. 377 — ок. 399)
- Химьяр — Дара'мар Айман II, царь (375 — 410)
- Япония — Нинтоку, император (313 — 399)

## Европа
- Вандалы — Годагисл, король (359 — 406)
- Вестготы — Аларих I, вождь (382 — 410)
- Гунны — Балтазар, царь (378 — 390)
- Дивед — Анун Динод, король (382 — 400)
- Думнония — Конан Мериадок, правитель (340 — 387)
- Ирландия — Ниалл Девять Заложников, верховный король (376 — 405)
- Папский престол - Дамасий I, папа римский (366 — 384)
- Римская империя:
  - Грациан, римский император (Запад) (375 — 383)
  - Магн Максим, римский император (Запад) (383 — 388)
  - Валентиниан II, римский император (Запад) (375 — 392)
  - Феодосий I Великий, римский император (Восток) (379 — 395)
- Эбрук — Коэль Старый, король (383 — 420)

## Галерея

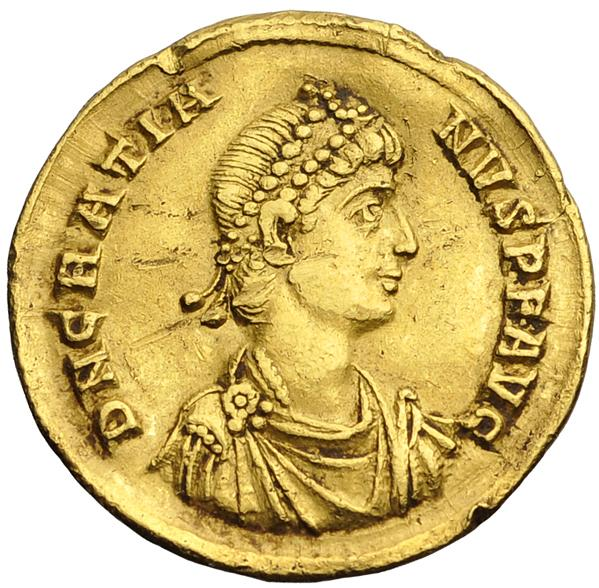
Грациан 375—383 Римский император (Запад)
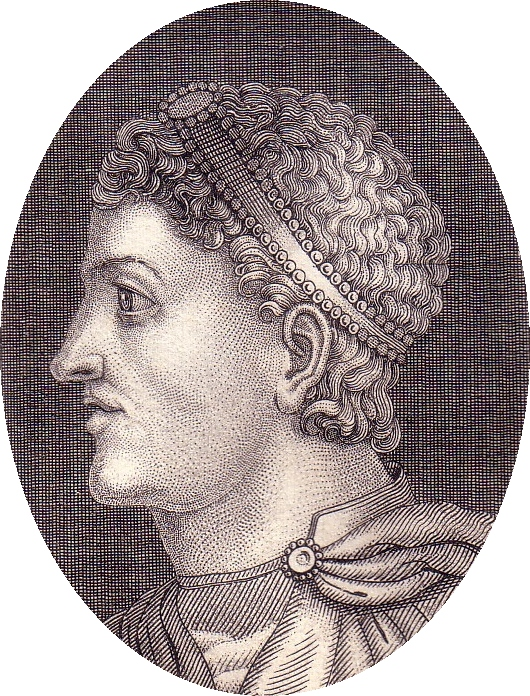
Феодосий I Великий 379—395 Римский император (Восток)
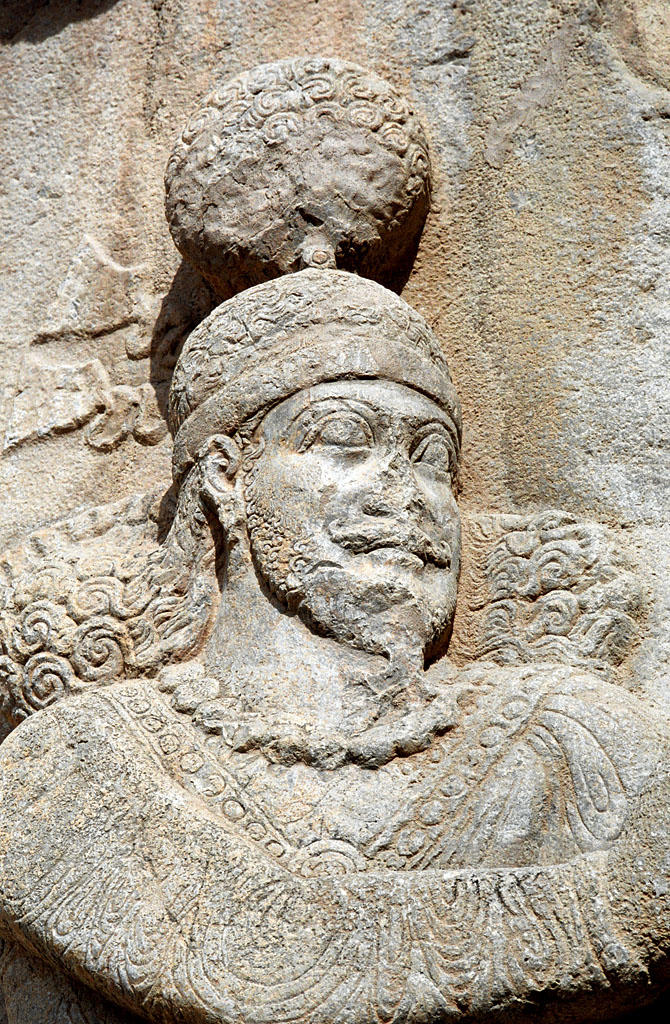
Арташир II 379—383 Шахиншах Персии
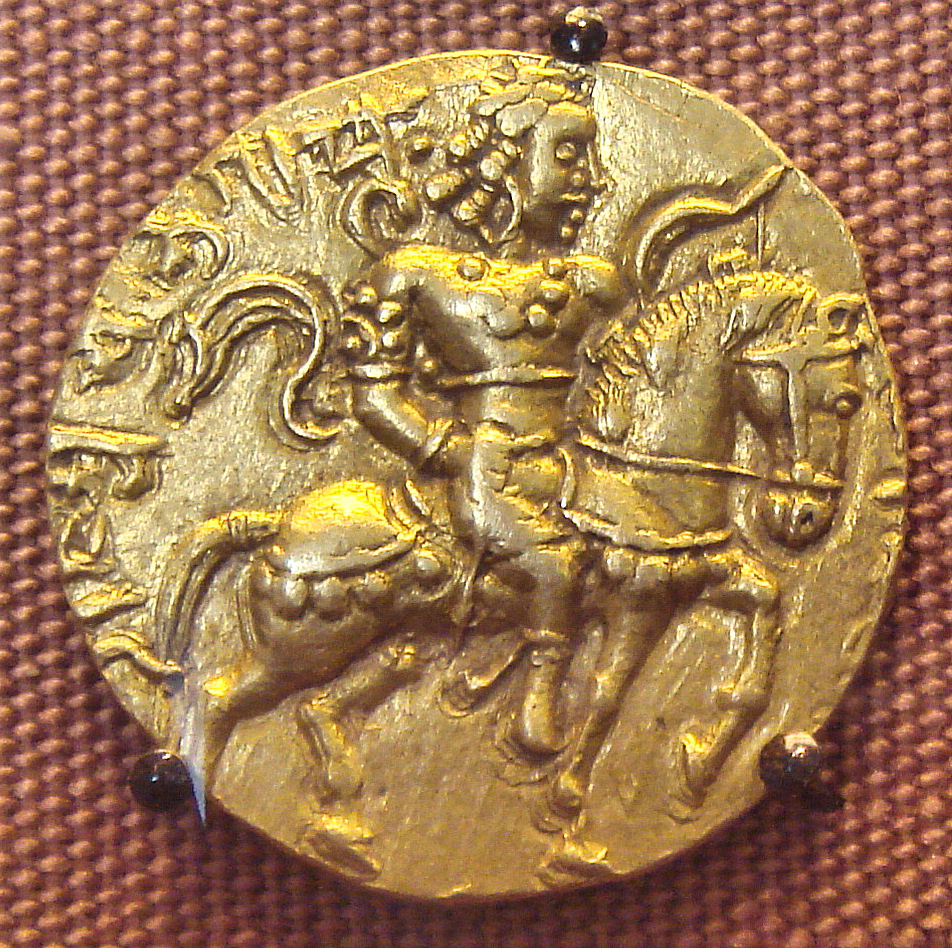
Чандрагупта II 380—415 Махараджа Гупты
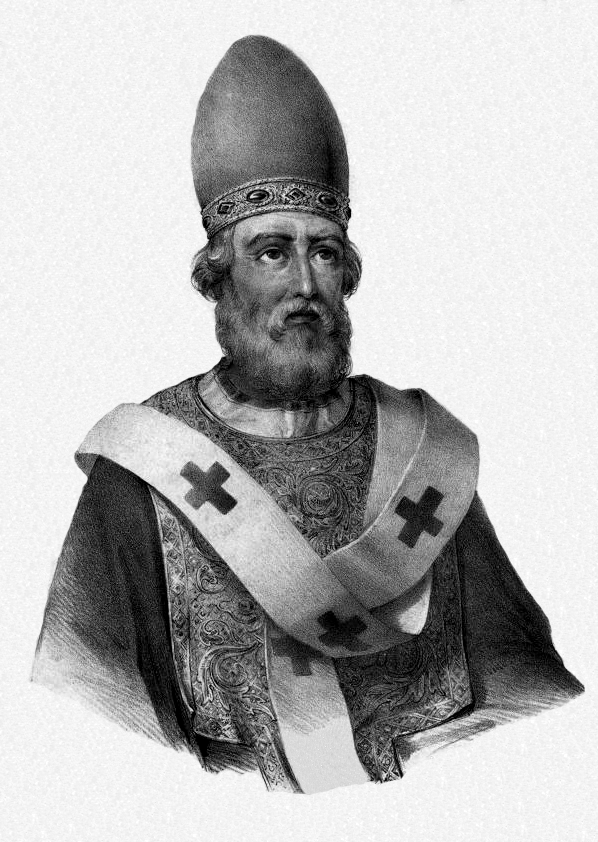
Дамасий I 366—384 Римский папа
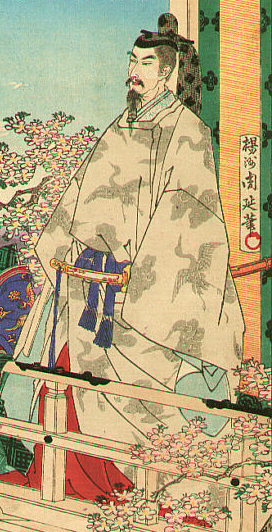
Нинтоку 313—399 Японский император
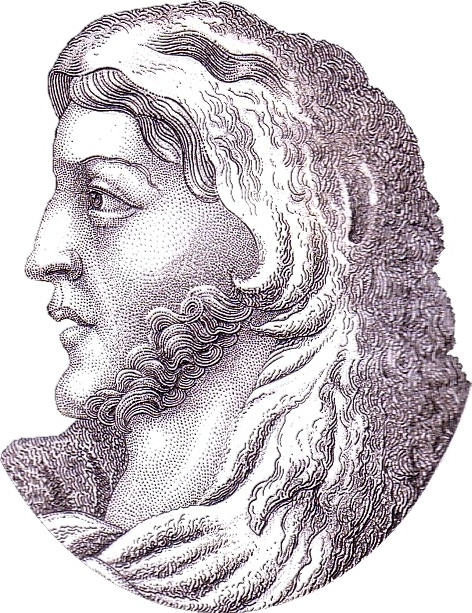
Аларих I 382—410 Вождь вестготов